# NGC 7385
NGC 7385 (również PGC 69824 lub UGC 12207) – galaktyka eliptyczna (E), znajdująca się w gwiazdozbiorze Pegaza. Odkrył ją William Herschel 18 października 1784 roku.
W galaktyce tej zaobserwowano supernową SN 2005er.